# 몬티 티부르티니역
몬티 티부르티니 역(이탈리아어: Monti Tiburtini)은 로마 지하철 B선의 역이다. 필립포 메다 가 (via Filippo Meda)를 가로지르는 데이 몬티 티부르티니 가 (via dei Monti Tiburtini)에 위치해 있다. 1980년대 초에는 역 공사를 위한 공간을 만들기 위해 근처에 있던 스포츠 센터의 테니스 코트와 축구장 일부가 파괴되기도 했다. 1990년 12월 8일 영업을 시작했다. 역 근처에는 산드로 페르티니 병원과 61, 449, 544, N2번 버스 정류장이 있다.

## 시설
이 역에는 다음과 같은 시설이 있다.
- 에스컬레이터
- 매표소
- 역 감시카메라 (CCTV)
- 장애인 전용 탑승시설
- 엘레베이터